# 90

90(구십)은 89보다 크고 91보다 작은 자연수다.

## 수학
- 합성수로, 그 약수는 총 12개다. (1, 2, 3, 5, 6, 9, 10, 15, 18, 30, 45, 90)
  - 90의 진약수의 합은 144이므로, 90은 과잉수다.
- 자릿수 제곱합이 제곱수인 23번째 자연수이자, 이 성질을 지닌 가장 큰 두 자리 수다. 이 성질을 지닌 앞의 수는 86, 다음 수는 100이다. (OEIS의 수열 A175396)
  - {\displaystyle 9^{2}+0^{2}=81+0=81=9^{2}}
- {\displaystyle 90=43+47}
  - 연속하는 두 소수(素數)의 합으로 나타낼 수 있으며, 이 성질을 지닌 앞의 수는 84, 다음 수는 100이다.
- {\displaystyle 90=7+11+13+17+19+23}
  - 연속하는 소수(素數) 6개의 합으로 나타낼 수 있으며, 이 성질을 지닌 앞의 수는 72, 다음 수는 112이다.
- {\displaystyle 90=9\times 10=6\times 15}
  - 연속하는 두 자연수인 9와 10의 곱으로 나타낼 수 있으며, 이 성질을 지닌 앞의 수는 72, 다음 수는 110이다.
  - 연속하는 두 육각수인 6과 15의 곱으로 나타낼 수 있으며, 이 성질을 지닌 앞의 수는 6, 다음 수는 420이다.
- {\displaystyle 90=1\times 6\times 15}
  - 연속하는 세 육각수의 곱으로 나타낼 수 있는 가장 작은 수다. 이 성질을 지닌 다음 수는 2520이다.
- {\displaystyle 90=2^{2}+3^{2}+4^{2}+5^{2}+6^{2}}
  - 연속하는 자연수 5개의 제곱합으로 나타낼 수 있으며, 이 성질을 지닌 앞의 수는 55, 다음 수는 135다.
- {\displaystyle 90=3^{2}+9^{2}}
  - 연속하는 두 개의 {\displaystyle 3^{n}}의 제곱합으로 나타낼 수 있는 가장 작은 수이며({\displaystyle n}은 자연수), 이 성질을 지닌 다음 수는 810이다.
- 90도 각도는 직각이다.

## 과학
- 토륨(Th)의 원자번호.
- NGC 90: 안드로메다자리 방향에 있는 나선은하.

## 교통
- 유럽 고속도로 90호선: 포르투갈 리스본에서 이라크 자호까지 이어지는 유럽 고속도로.
- 현도 제90호선

## 군사
- U-90: 독일의 군용 잠수함. 제1차 세계 대전에 사용된 1917년제 모델(영어판)과 제2차 세계 대전에 사용된 1941년제 모델(영어판)이 있다.

## 문화유산
- 대한민국의 국보 제90호: 경주 부부총 금귀걸이
- 대한민국의 보물 제90호: 대반열반경소 권9~10
- 대한민국의 사적 제90호: 예산 임존성

## 방송
- 스카이라이프의 YTN2 채널 번호.
- 지니 TV의 아시아M 채널 번호.
- B tv의 tvN 쇼 채널 번호.
- U+ TV의 ENA 스토리 채널 번호.
- LG헬로비전의 원스 채널 번호.
- B tv 케이블의 채널칭 채널 번호.
- KT HCN의 UMAX 채널 번호.

## 기타
- 연도: 90년, 기원전 90년
- 90년대

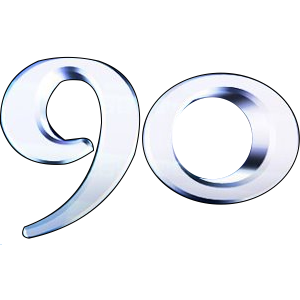

- 장기의 착점 수는 90개(가로 9, 세로 10(각 진영당 5))이다.
- 90세를 졸수(卒壽)라 칭한다. 이는 卒의 약자를 풀면 九十(90)이 되는 데서 유래하였다.